# Новогригорьевское сельское поселение (Волгоградская область)
Новогригорьевское сельское поселение - сельское поселение в Иловлинском районе Волгоградской области.
Административный центр - станица Новогригорьевская.

## Население
| 2010  | 2012  | 2013  | 2014  | 2015  | 2016  | 2017  |
| ----- | ----- | ----- | ----- | ----- | ----- | ----- |
| 1037  | ↘1028 | ↘1001 | ↗1014 | ↗1022 | ↗1036 | ↗1069 |
| 2018  | 2019  | 2020  | 2021  |       |       |       |
| ↗1087 | ↘1059 | ↘1044 | ↘998  |       |       |       |

## Состав сельского поселения
| № | Населённый пункт   | Тип населённого пункта          | Население |
| - | ------------------ | ------------------------------- | --------- |
| 1 | Каменский          | хутор                           | 46        |
| 2 | Новогригорьевская  | станица, административный центр | 736       |
| 3 | Рановский          | хутор                           | 0         |
| 4 | Старогригорьевская | станица                         | 192       |
| 5 | Яблонский          | хутор                           | 63        |

## Местное самоуправление
Глава поселения
- Багаев Вениамин Михайлович